# Bielsk (Ukraina)
Bielsk (ukr. Більськ, Bilśk) – wieś na Ukrainie, w obwodzie rówieńskim, w rejonie sarneńskim, w hromadzie Rokitno. W 2001 liczyła 749 mieszkańców.
W okresie międzywojennym znajdował się w granicach II RP, wchodząc w skład gminy Berezów w powiecie stolińskim, w województwie poleskim.